# Capela Sassetti

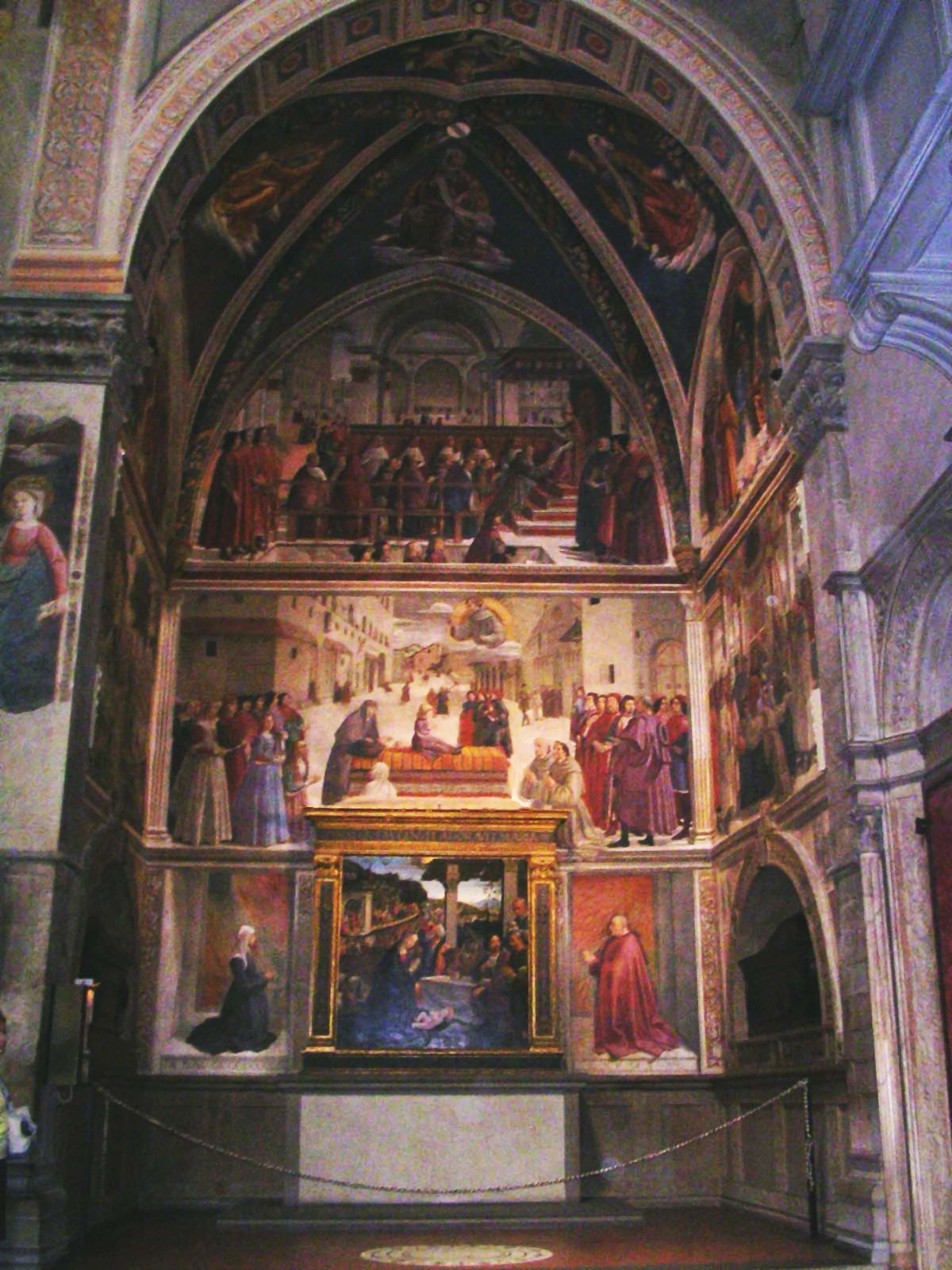
Vista interna da capela.

Capela Sassetti (Italiano: Cappella Sassetti) é uma capela localizada na Igreja da Santa Trindade, em Florença, Itália. A construção é especialmente notória por abrigar o afresco Histórias de São Francisco, pintado entre 1483 e 1485, considerado a obra-prima do renascentista Domenico Ghirlandaio.